# Anisodes suspiciens
Anisodes suspiciens là một loài bướm đêm trong họ Geometridae.